# Aphelochroa carneipennis
Aphelochroa carneipennis là một loài bọ cánh cứng trong họ Cleridae. Loài này được ghi nhận đầu tiên năm 1885 bởi Quedenfeldt.